# Hermanniellidae
Hermanniellidae zijn  een familie van mijten. Bij de familie zijn 10 geslachten met circa 60 soorten ingedeeld.